# Jaroslav Heyrovský
Jaroslav Heyrovský (phát âm tiếng Séc: [ˈjaroslaf ˈɦɛjrofskiː] ⓘ) (20 tháng 12 năm 1890 – 27 tháng 3 năm 1967) là một nhà hóa học và phát minh Séc. Heyrovský là người phát minh ra phương pháp cực phổ, cha đẻ của điện hóa phân tích, người nhận giải Nobel năm 1959. Công trình nghiên cứu chính của ông tập trung vào cực phổ.

## Cuộc đời và sự nghiệp
Jaroslav Heyrovský sinh tại Praha vào ngày 20 tháng 12 năm 1890, là con thứ năm của Leopold Heyrovský, là giáo sư luật La Mã tại Đại học Charles ở Praha, và vợ Clara. Ông sớm được giáo dục tại trường trung học cho đến năm 1909 thì bắt đầu học hóa học, vật lý, và toán học tại Đại học Charles ở Prague. Từ 1910 đến 1914 ông tiếp tục học tại Trường Cao đẳng Đại học London, dưới sự hướng dẫn của giáo sư William Ramsay, W. C. McC. Lewis, và F. G. Donnan, lấy bằng B.Sc. năm 1913. Ông đặc biệt thích cộng tác với Giáo sư Donnan, trong lĩnh vực điện hóa.
Trong Thế chiến I Heyrovský làm việc trong một bệnh viện dã chiến như một nhà hóa học và nhà phóng xạ học, tạo điều kiện cho ông tiếp tục học và nhận bằng Ph.D. ở Praha năm 1918 và D.Sc. ở London năm 1921. Heyrovský bắt đầu sự nghiệp đại học bằng cách làm trợ lý cho Giáo sư B. Brauner ở Học viện Hóa phân tích của Đại học Charles, Praha; ông được đề bạt làm Phó Giáo sư năm 1922 và năm 1926 ông trở thành giáo sư đầu tiên của Đại học khoa Hóa lý.
Phát minh của Heyrovský cho phương pháp cực phổ bắt đầu từ năm 1922 và tập trung toàn bộ nghiên cứu khoa học vào việc tạo ra chuyên môn điện hóa mới. Ông thành lập một trường học về cực phổ ngay trong trường đại học, và là người đi đầu trong nghiên cứu cực phổ. Năm 1950 Heyrovský được bổ nhiệm làm giám đốc của Học viện Cực phổ mới được hình thành được hợp nhất vào Viện Hàn lâm Khoa học Tiệp Khắc năm 1952.
Năm 1926 Giáo sư Heyrovský kết hôn với Marie Koranová, và có hai con, bé gái là Judith, và bé trai Michael.
Jaroslav Heyrovský mất ngày 23 tháng 7 năm 1967. Ông được an táng tại nghĩa trang Vyšehrad ở Praha.

## Tưởng nhớ, giải thưởng, di sản

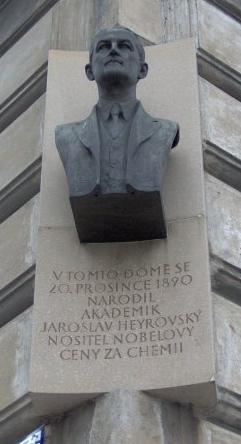
Tượng tưởng niệm Heyrovský ở phố Kaprova, Praha

Rất nhiều Đại học và trường học tưởng nhớ Heyrovský. Ông được bầu làm hội viên của Đại học Cao đẳng London năm 1927, và nhận bằng Tiến sĩ Danh dự của Đại học Công nghệ Dresden năm 1955, Đại học Warsaw năm 1956, Đại học Aix-Marseille năm 1959, Đại học Paris năm 1960. Ông còn là thành viên danh dự của Học viện Mỹ thuật và Khoa học Hoa Kỳ năm 1933; Học viện Khoa học Hungary năm 1955; Học viện Khoa học Ấn Độ, Bengalure năm 1955; Học viện Khoa học Ba Lan, Warsaw năm 1962; hội viên của Học viện Khoa học Đức, Berlin, năm 1955; thành viên Viện Hàn lâm Khoa học Tự nhiên Đức, Leopoldina (Halle-Saale) năm 1956; thành viên ngoại quốc của Học viện Khoa học Hoàng gia Đan Mạch, Copenhagen năm 1962; Phó chủ tịch Liên minh Vật lý Quốc tế từ 1951 đến 1957; Chủ tịch và thành viên danh dự đầu tiên của hội cực phổ London; thành viên danh dự của Hội cực phổ Nhật Bản; thành viên danh dự Hội Hóa học Tiệp Khắc, Áo, Ba Lan, Anh và Ấn Độ.
Tại Tiệp Khắc Heyrovský được trao Giải thưởng Nhà nước hạng Nhất vào năm 1951, và Huân chương Cộng hòa Tiệp Khắc năm 1955.
Bài thuyết trình về cực phổ của Heyrovský được diễn thuyết tại Hoa Kỳ năm 1933, Liên Xô năm 1934, Anh năm 1946, Thụy Điển năm 1947, Trung Quốc năm 1958, và U.A.R. (Ai Cập) từ 1960 đến 1961.
Miệng núi lửa Heyrovský trên Mặt Trăng được đặt theo tên ông để tưởng nhớ.